# IC 4957
IC 4957 — галактика типу SBab () у сузір'ї Телескоп.
Цей об'єкт міститься в оригінальній редакції індексного каталогу.